# Rubus niveus
Espèce
Rubus niveus est une espèce de la famille des Rosaceae. Il est aussi dénommé Mysore raspberry, Ceylon raspberry et Hill raspberry
Son aire de répartition s'étend de l'Afghanistan à la Chine centrale et à l'Indochine, en passant par le Java. Il s'agit d'un arbuste rampant qui pousse principalement dans le biome tempéré.

## Description
Rubus niveus est un arbuste pouvant atteindre 1-2,5 m de hauteur, dont les tiges sont blanchâtres, pourvus d'une couvertes dense de poils courts et entremêlés au début, devenant glabres, vertes à pourpres plus tard. Les feuilles sont pennées avec 5-11 folioles (le plus souvent 7 ou 9), les folioles 2,5-8 cm de long et 1-4 cm de large, vert foncé sur le dessus et densément tomenteux gris pâle à blanc sur le dessous. Les fleurs ont un diamètre d'environ 1 cm, avec cinq pétales rose foncé à rouge. Le fruit est 8-12 mm de diamètre, densément tomenteux gris, d'abord rouge foncé, puis noir.

## Taxonomie
Rubus niveus est communément appelé framboise de Mysore, framboise de Ceylan et framboise des collines et (zh) et hindi : काला हिसालू dans les langues indigènes et locales.
Il a été publié pour la première fois par Carl Peter Thunberg dans De Rubo : 9 en 1813.
Il existe 2 variétés connues:
- Rubus niveus var. micranthus
- Rubus niveus var. niveus

## Distribution
Il est originaire du sud de l'Asie ; de l'Afghanistan, vers l'est à travers l'Inde (Assam, Himalaya oriental, Népal, Pakistan, Sri Lanka, et Himalaya occidental), et à travers le Tibet, le sud et le centre-nord de la Chine et Taïwan. Puis vers l'Indochine (Laos, Myanmar, Thaïlande et Viêt Nam), vers la Malésie (à Java).
L'espèce a été introduite dans divers pays et régions, notamment en Amérique du Sud (en Bolivie, dans le sud du Brésil, en Équateur, au Salvador, au Guatemala, au Nicaragua et à Trinité-et-Tobago), aux États-Unis (dans les États de Floride et d'Hawaï), en Afrique (Éthiopie, Galápagos, Kenya, Malawi, Tanzanie, Zambie et Zimbabwe) et en Afrique du Sud (dans les provinces du Cap, les provinces du Nord et au Swaziland).
Il est devenu naturalisé et invasive à Hawaï et aux îles Galápagos.

## Culture
Rubus niveus est cultivé pour ses fruits comestibles. Les baies de Rubus niveus ont des propriétés gastroprotectrices, antioxydantes et nutraceutiques (Pancholi & Rana 2020).

## Liste des sous-espèces et variétés
Selon GBIF (8 juillet 2024) :
- Rubus niveus subsp. horsfieldii (Miq.) Focke
- Rubus niveus subsp. niveus
- Rubus niveus var. membranaceus (Hook.fil.) Focke
- Rubus niveus var. micranthus H.O.Saxena, 1967

## Systématique
Le nom correct complet (avec auteur) de ce taxon est Rubus niveus Thunb..
Rubus niveus a pour synonymes :
- Dyctisperma lasiocarpus (Sm.) Raf. ex B.D.Jacks.
- Rubus albescens Roxb.
- Rubus bijugus Focke
- Rubus bonatii H.Lév.
- Rubus distans D.Don
- Rubus donianus Spreng.
- Rubus foliolosus var. incanus (Sasaki ex T.S.Liu & T.Y.Yang) S.S.Ying
- Rubus foliolosus var. racemosus (Hook.fil.) B.D.Naithani
- Rubus foliolosus D.Don
- Rubus furfuraceus Wall.
- Rubus godongensis Y.Gu & W.L.Li
- Rubus gracilis var. falconeri (Hook.fil.) H.O.Saxena
- Rubus gracilis var. racemosus (Hook.fil.) H.O.Saxena
- Rubus horsfieldii Miq.
- Rubus incanus K.Sasaki
- Rubus incanus K.Sasaki ex Y.C.Liu & T.Y.Yang
- Rubus indicus B.Heyne
- Rubus indicus B.Heyne ex Wall.
- Rubus ischelus Buch.-Ham.
- Rubus ischelus Buch.-Ham. ex Hook.fil.
- Rubus lasiocarpus subsp. micranthus (D.Don) Hook.f.
- Rubus lasiocarpus var. ectenothyrsus Cardot
- Rubus lasiocarpus var. furfuraceus Hook.fil.
- Rubus lasiocarpus var. micranthus (D.Don) Hook.fil.
- Rubus lasiocarpus var. pauciflorus (Wall. ex Lindl.) Hook.fil.
- Rubus lasiocarpus var. sericeus Hook.fil.
- Rubus lasiocarpus Sm.
- Rubus longistylus H.Lév.
- Rubus micranthus D.Don
- Rubus microphyllus D.Don
- Rubus mysorensis B.Heyne
- Rubus mysorensis B.Heyne ex Roth
- Rubus niveus subsp. horsfieldii Miq.
- Rubus niveus var. asperatus Focke
- Rubus niveus var. falconeri Hook.fil.
- Rubus niveus var. furfuraceus (Hook.fil.) Focke
- Rubus niveus var. horsfieldii (Miq.) Focke
- Rubus niveus var. micranthus (D.Don) H.Hara
- Rubus niveus var. pauciflorus (Wall. ex Lindl.) Deb
- Rubus niveus var. pauciflorus (Wall. ex Lindl.) Focke
- Rubus niveus var. pedunculosus (D.Don) Hook.fil.
- Rubus niveus var. racemosus Hook.fil.
- Rubus niveus var. rosifolius Hook.fil.
- Rubus niveus var. sericeus (Hook.fil.) Focke
- Rubus niveus var. timorensis Focke
- Rubus pauciflorus Wall.
- Rubus pauciflorus Wall. ex Lindl.
- Rubus pedunculatus G.Don
- Rubus pedunculatus G.Don ex Steud.
- Rubus pinnatus D.Don
- Rubus pyi H.Lév.
- Rubus rosiiflorus Roxb.
- Rubus rotundifolius Royle
- Rubus roylei Klotzsch
- Rubus sericeus Lindl.
- Rubus tongchouanensis H.Lév.
- Rubus tongtchouanensis H.Lév.